# Plzeň 9-Malesice
Plzeň 9-Malesice jsou městským obvodem o rozloze 903,34 ha na severozápadním okraji statutárního města Plzně. Městský obvod vznikl teprve 1. ledna 2003 z území dosud samostatné obce Malesice, před tím tvořící součást okresu Plzeň-sever. Je zde evidováno 22 ulic a 227 adres.

## Obyvatelstvo
| Rok            | 1869 | 1880 | 1890 | 1900 | 1910 | 1921 | 1930 | 1950 | 1961 | 1970 | 1980 | 1991 | 2001 | 2011 | 2021 |
| -------------- | ---- | ---- | ---- | ---- | ---- | ---- | ---- | ---- | ---- | ---- | ---- | ---- | ---- | ---- | ---- |
| Počet obyvatel | 652  | 641  | 721  | 704  | 739  | 732  | 751  | 502  | 492  | 475  | 472  | 428  | 459  | 769  | 945  |
| Počet domů     | 83   | 86   | 90   | 97   | 103  | 106  | 127  | 114  | 105  | 109  | 106  | 119  | 128  | 219  | 278  |

## Členění městského obvodu
Území městského obvodu se člení na 2 místní části (zároveň katastrální území a základním sídelní jednotky), jimiž jsou:
- Dolní Vlkýš
- Malesice

## Sousedící městské obvody a obce
Území městského obvodu sousedí na východě s městským obvodem Plzeň 7-Radčice, na jihu s městským obvodem Plzeň 5-Křimice a s obcí Vochovem, na jihozápadě s městem Město Touškov, na západě s obcí Čeminy, na severozápadě s obcí Příšovem, a na severu s obcí Chotíkovem.